# 17. prosinca
17. prosinca (17. 12.) 351. je dan godine po gregorijanskom kalendaru (352. u prijestupnoj godini).
Do kraja godine ima još 14 dana.

## Događaji
- 1903. – Braća Wright kao prvi ljudi uspjeli poletjeti sa svojim avionom Flyer I preletjevši 37 metara. Let je trajao 12 sekundi.
- 1989. – Prikazana je prva epizoda popularne američke animirane TV serije Simpsoni.
- 1996. – Članovi revolucionarne organizacije MRTA zaposjeli su japansko veleposlanstvo u Limi, glavnom gradu Perua, čime je počela 4-mjesečna talačka kriza.
- 2022. – Hrvatska nogometna reprezentacija pobjedom nad Marokom rezultatom 2:1 osvojila 3. mjesto na Svjetskom prvenstvu u Kataru.

| - 1749. – Domenico Cimarosa, talijanski skladatelj († 1801.) - 1778. – Humphry Davy, britanski kemičar i fizičar († 1829.) - 1903. – Erskine Caldwell, američki književnik († 1987.) - 1904. – Bernard Lonergan, kanadski filozof († 1984.) - 1936. – Klaus Kinkel, njemački odvjetnik i političar († 2019.) - 1936. – Franjo, papa († 2025.) - 1946. – Aljoša Vučković, hrvatski glumac - 1953. – Ksenija Prohaska, hrvatska glumica - 1956. – Andrej Štremfelj, slovenski alpinist - 1969. – Mario Mirković, hrvatski glumac - 1975. – Milla Jovovich, američka glumica - 1978. – Manny Pacquiao, filipinski boksač - 1983. – Sébastien Ogier, francuski reli vozač - 1998. – Martin Ødegaard, norveški nogometaš - 2000. – Mateo Maraš, hrvatski rukometaš | - 1830. – Simón Bolívar, vojskovođa i državnik (* 1783.) - 1858. – Morren, Charles François Antoine – belgijski botaničar i hortikulturist (* 1807.) - 1909. – Leopold II. Belgijski, belgijski kralj (* 1835.) - 1919. – Pierre-Auguste Renoir, francuski slikar, jedan od najistaknutijih predstavnika impresionizma (* 1841.) - 1929. – Šandor Aleksander, hrvatski industrijalac, političar, filantrop (* 1866.) - 1957. – Jagoda Truhelka, hrvatska književnica (* 1864.) - 1969. – Artur da Costa e Silva, brazilski političar i predsjednik (* 1902.) - 1973. – Charles Greeley Abbot, američki astrofizičar (* 1872.) - 1982. – Karel Šejna, češki dirigent i kontrabasist (* 1896.) - 1987. – Marguerite Yourcenar, belgijska spisateljica (* 1903.) - 2009. – Dušan Jakšić, jugoslavenski i srpski pjevač i glumac (* 1925.) - 2011. – Cesária Évora, zelenortska pjevačica (* 1941.) |